# Синелипяговское сельское поселение
Синелипяговское сельское поселение — муниципальное образование в Нижнедевицком районе Воронежской области.
Административный центр — село Синие Липяги.

## Административное деление
В состав поселения входят:
- село Синие Липяги
- хутор Долгий
- хутор Золотой
- село Лебяжье
- хутор Моховой
- хутор Скупой.